# Sting (film)
Pour les articles homonymes, voir Sting (homonymie).
Pour plus de détails, voir Fiche technique et Distribution.
Sting est un film australien réalisé par Kiah Roache-Turner et sorti en 2024.

## Synopsis
Charlotte vit au sain d'une famille recomposée avec sa mère, son petit frère et son beau père.
Se sentant probablement seule, lors d'une expédition via les conduits d'aération, pour embêter sa tante, pingre acariâtre et vivant dans le même immeuble, Charlotte recueille une petite araignée. Mais cette dernière est extraterrestre. Se nourrissant au départ de simples insectes que la jeune fille lui donnait, la bestiole ayant grandit très vite, de manière gigantesque, va désormais s'alimenter avec des vertébrés de plus en plus grands.

## Fiche technique
Sauf indication contraire, les informations mentionnées dans cette section peuvent être confirmées par les bases de données cinématographiques IMDb et Allociné,  présentes dans la section « Liens externes ».
- Titre original : Sting
- Titre français :
- Réalisation : Kiah Roache-Turner
- Scénario :
- Musique :
- Photographie :
- Montage :
- Production :
- Société de production :
- Distribution :
- Pays de production :  Australie
- Langue originale : anglais
- Genre : horreur
- Durée : 92 minutes
- Dates de sortie :
  - Australie : 2024

## Distribution
- Ryan Corr (VFB : Benjamin Thomas) : Ethan, beau-père de Charlotte
- Alyla Browne (en) (VFB : Aaricia Dubois) : Charlotte
- Penelope Mitchell (VFB : Esther Aflalo) : Heather, mère de Charlotte
- Robyn Nevin : Gunter
- Noni Hazlehurst : Helga
- Silvia Colloca : Maria
- Jermaine Fowler (en) (VFB : Marvin Schlick) : Frank